# Islandia en los Juegos Olímpicos de Los Ángeles 2028
Islandia participará en los Juegos Olímpicos de Los Ángeles 2028. Responsable del equipo olímpico es la Asociación Olímpica Nacional de Islandia, así como las federaciones deportivas nacionales de cada deporte con participación.